# Museu José Lins do Rego
O Museu José Lins do Rego é um museu localizado no Espaço Cultural José Lins do Rego, em João Pessoa, na Paraíba. Foi criado para preservar a memória e a obra do escritor José Lins do Rego e reúne mais de 5 mil volumes do acervo bibliográfico do escritor.

## Acervo
O museu possui em seu acervo coletâneas dos 12 romances publicados pelo autor, inclusive em diversas traduções, como inglês, espanhol, russo e romeno. O escritório do escritor foi remontado baseado em fotos de época e mobiliado com doações da família de Rego. O museu também expõem documentos pessoais de José Lins e de sua esposa, como passaportes, documentos que atestam homenagens e prêmios recebidos pelo autor tanto em vida quanto após a morte e a sua carteira de sócio do time de futebol Flamengo.